# 矢島秀三
矢島 秀三（やじま しゅうぞう、1946年11月27日 - 2006年11月18日）は、新潟県柏崎市出身の水球選手。

## 来歴
水球を始めたのは柏崎高校に入学し水球部に入部したのがきっかけ。入部当時は25メートル泳ぐこともできなかったという。入部後は第19回新潟国体での優勝を目指し厳しい練習に打ち込んだものの、8月開催を前に新潟地震が発生し、水泳競技はやむを得ず中止となり、水球競技も行われることはなかった。しかし国体の代わりに開催された全国高校選抜大会で5戦全勝で優勝し、同年のインターハイにおいても柏崎高校は日本一となっている。また、水球の他にも競泳に出場しており、3年時には県大会の200メートル自由形を制している。
高校卒業後は日本大学へと進学し、メキシコシティオリンピックの日本代表に選ばれた。その後はドイツのハムへと留学し、地元のSCローテ・エルデ・ハム（de:SC ote Erde Hamm）に所属、各地を転戦した。帰国後は日本大学にてコーチを務め、ミュンヘンオリンピックにも代表として選ばれた。のちに帰郷し、柏崎市職員として勤務。
晩年も水球の発展や普及に尽力しており、地元である柏崎市の新潟産業大学の水球部でも監督を務め、チームは日本選手権の出場も果たしている。2008年1月、長年の功績に対し柏崎市体育協会から2007年度体育功労賞が贈られた。